# Debu to Love to Ayamachi to!
Debu to Love to Ayamachi to! (デブとラブと過ちと！ Debu to Rabu to Ayamachi to!?) es una serie de manga japonesa escrita e ilustrada por Mamakari. La serie comenzó a publicarse en la revista digital Koisuru Soirée de NTT Solmare en septiembre de 2019, recopilando sus capítulos en doce volúmenes digitales y cinco impresos. Una adaptación de su serie dramática se emitió de noviembre a diciembre de 2022. Una adaptación televisiva de anime producida por Marvy Jack, se estrenará en octubre de 2025.

## Personajes
Yumeko Kōda (幸田夢子 Kōda Yumeko?)
 Seiyū: Aya Endō
Keisuke Yūki (結城圭介 Yūki Keisuke?)
 Seiyū: Yuma Uchida

## Contenido de la obra

### Manga
Debu to Love to Ayamachi to! esta escrita e ilustrada por Mamakari, y comenzó a publicarse en la revista digital Koisuru Soirée de NTT Solmare el 27 de septiembre de 2019. Los capítulos de la serie se han recopilado en doce volúmenes digitales (marzo de 2025) y cinco volúmenes impresos (diciembre de 2022).

### Drama
La serie dramática de televisión japonesa basada en la serie, se estrenó en Tokyo MX el 7 de noviembre de 2022.

### Anime
Se anunció una adaptación televisiva de anime el 17 de noviembre de 2023. La serie está producida por Marvy Jack y dirigida por Kazuomi Koga. La composición y los guiones de los episodios están a cargo de Aya Watatane, el diseño de personajes de Atsuko Takahashi y la música de Satoshi Hōno y Kaori Nakano. Su estreno está previsto para el 6 de octubre de 2025 en Tokyo MX y otros canales. El tema de cierre es "Watashi de Yokatta!!!", interpretado por Yuma Uchida. Crunchyroll obtuvo la licencia de la serie en todo el mundo excepto Japón, China, Hong Kong, Macao, Corea y Taiwán.